# 48 часов Сюржера
48 часов Сюржера (фр. 48 Heures de Surgères) — во время своего существования самое значительное событие в международном календаре сверхмарафонов. Начатый по инициативе Жан-Жиля Буссикэ, он проводился в 1985—2010 годах (кроме 1999) в Сюржере, Франция. Участники допускались только по приглашению; большинство мировых рекордов (абсолютные и возрастные) на 48-часовой дистанции и несколько на промежуточных были установлены здесь.
В 1991 году первым из советских бегунов победил Валерий Губарь (Ярославль) — 427,561 км (рекорд СССР/России). После него бегуны из постсоветских государств не раз показывали здесь высокие результаты. В 2005 победила Ирина Коваль — 352,257 км (МР для женщин 45 лет), вторая — Нина Митрофанова (Украина) — 347,431 км (национальный рекорд); Ирина Реутович была третьей — 332,955 км (МР, женщины 55+). Галина Ерёмина в 2008 показала 357,685 км (МР, женщины 55+ и рекорд России).